# 2023年路易斯·伊纳西奥·卢拉·达席尔瓦访问中华人民共和国
2023年路易斯·伊纳西奥·卢拉·达席尔瓦访问中华人民共和国（葡萄牙語：Cúpula entre Brasil e China em 2023）是指巴西总统路易斯·伊纳西奥·卢拉·达席尔瓦在2023年4月11日至14日对中华人民共和国进行为期四天的国事访问。这是卢拉自2023年1月第二次上任后首次访华。他在访问中率领由240多名首席执行官、政界人士和政府官员组成的代表团访问中国，并会见了在华的巴西商界人士。卢拉在访问期间与中共中央总书记兼中国国家主席习近平，探讨了許多问题，包括巴中在俄乌战争中为俄罗斯和西方充当调解人的可能性。

## 背景
由于第38任巴西总统雅伊尔·博索纳罗对中华人民共和国的敌意导致两国关系持续冷淡。卢拉上任后，将恢复巴中关系定为新政府外交政策的主要目标之一。巴中如何在俄乌战争中充当调解角色也将开展讨论。巴西政府表示，卢拉此次访问的主要目的是重启与中华人民共和国的贸易关系。这也是卢拉第三次访问中华人民共和国。
卢拉还在访问期间于上海出席了前巴西总统迪尔玛·罗塞夫的新开发银行行长就职典礼。
卢拉原计划于3月25日访问，但因被诊断出患有流感和肺炎而推迟了行程。

## 访问

### 上海

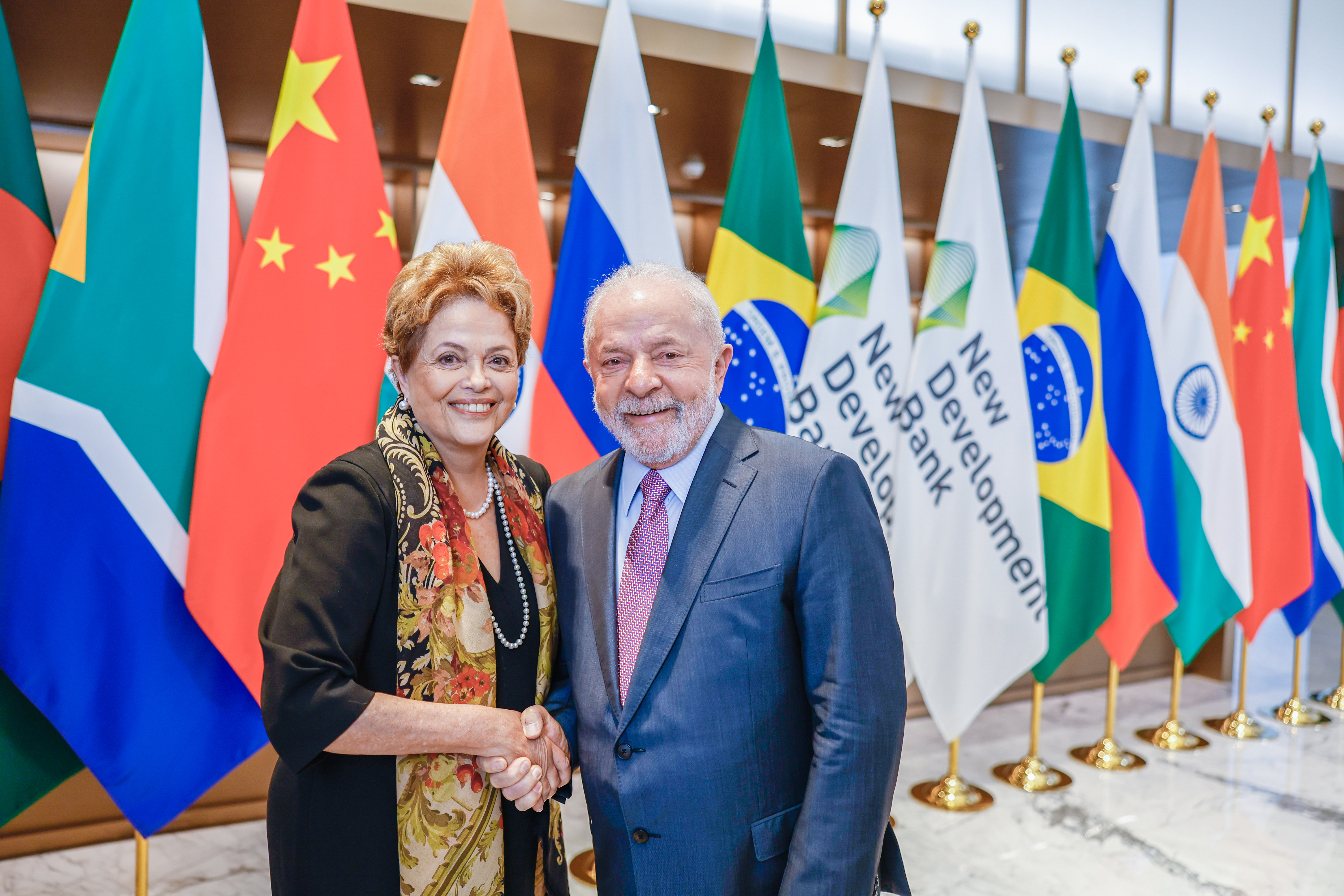
巴西总统卢拉出席前总统迪尔玛·罗塞夫的新开发银行行长就职典礼。

2023年4月12日，巴西总统卢拉·达席尔瓦和夫人罗桑杰拉·卢拉·达席尔瓦抵达上海浦东国际机场，开启访问行程。为了推动两国经贸合作，卢拉率领了240多名企业家进行访问。
卢拉访问首站并未按照原计划前往北京，而是选择前往上海出席前总统迪尔玛·罗塞夫的新开发银行行长就职典礼，并参观了华为的研发机构和书赞桉诺的亚洲研发和创新中心。卢拉提议用本国货币进行贸易结算，以便去美元化。

### 北京

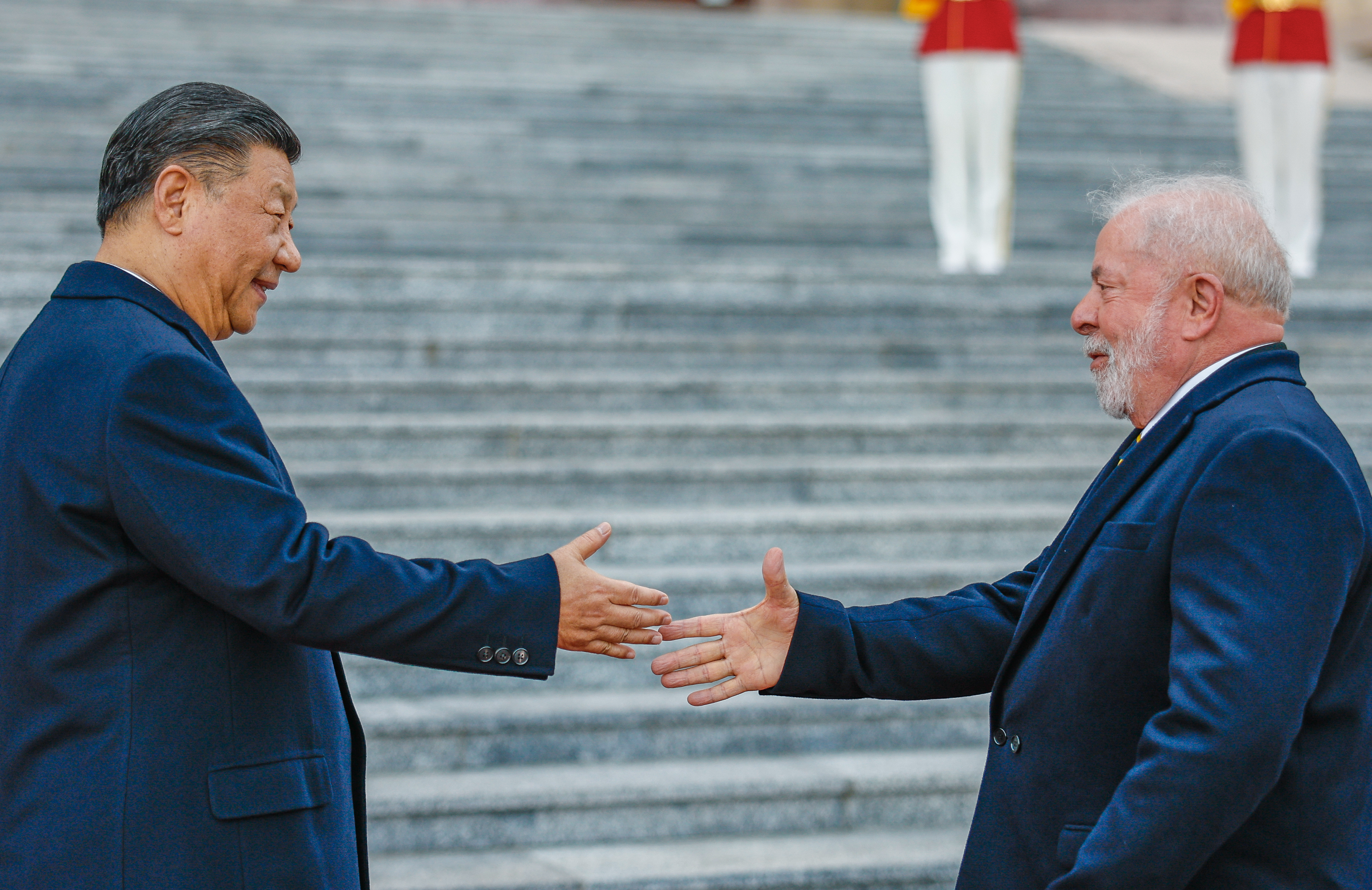
习近平和卢拉握手。

2023年4月14日上午，习近平在北京人民大会堂广场为到访的卢拉举行欢迎仪式，军乐团除了奏响巴西国歌外，还特意演奏巴西歌曲《新节奏》。
同日，习近平在人民大会堂与卢拉举行会谈。会谈后，两国元首共同见证了贸易投资、数字经济、科技创新、信息通信、减贫、检疫、航天等领域多项双边合作文件的签署，并发表了《中华人民共和国和巴西联邦共和国关于深化全面战略伙伴关系的联合声明》。

## 讨论重点
巴西代表团在访问期间和中华人民共和国探讨了几个重点：
- 复兴巴中战略伙伴关系
- 重新定位巴西在全球舞台上的位置
- 将全球南方定位为国际舞台上的重要角色
- 美国和欧盟在战争中的角色讨论
- 签署多项经济、技术和文化协议
- 两国去美元化
- 扩充金砖国家成员国
- 巴西是否加入一带一路的讨论